# Mazus stachydifolius
Mazus stachydifolius är en tvåhjärtbladig växtart som först beskrevs av Porphir Kiril Nicolai Stepanowitsch Turczaninow, och fick sitt nu gällande namn av Carl Maximowicz. Mazus stachydifolius ingår i släktet Mazus och familjen Mazaceae. Inga underarter finns listade i Catalogue of Life.